# ポンティアック・G8
G8（ジーエイト）とは、オーストラリアのゼネラルモーターズが製造、北米はポンティアックブランド販売。ホールデン・コモドア（VE）のOEMである。

## モデル
G8 セダン（ベースモデル）
エンジンは3.6L ハイフィーチャー V6、オートマチックトランスミッション。
G8 GT
エンジンは6.0L V8。トランスミッションは6速トランスミッション。
G8 GXP
エンジンはLS3 V8（シボレー・コルベットのベースエンジン） トランスミッションは6速トレメックーTR-6060。

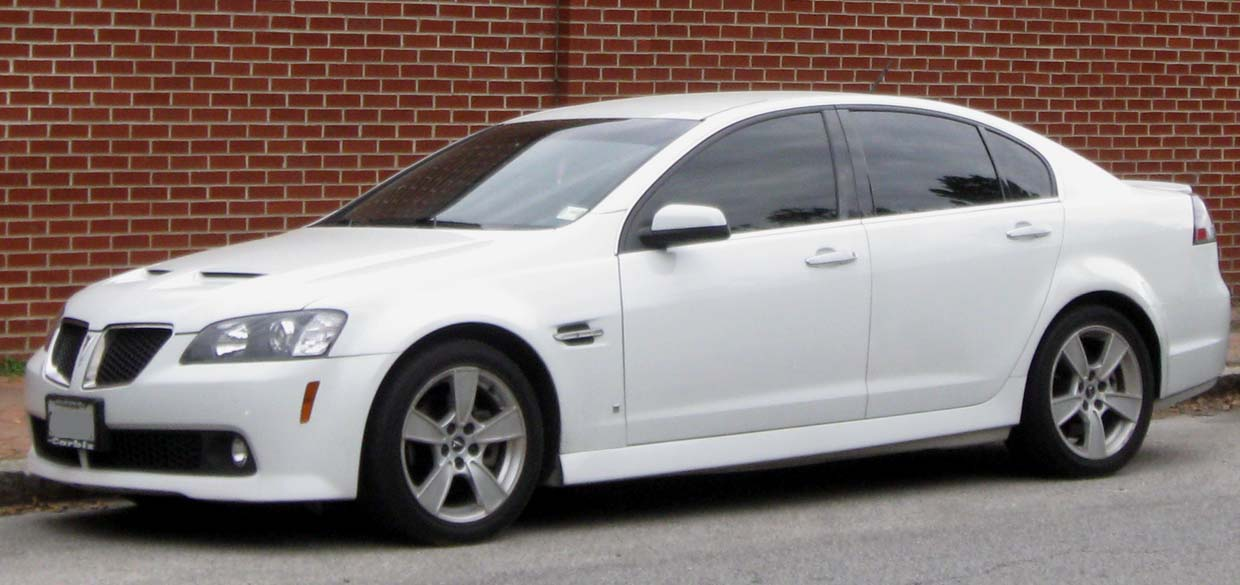
G8 GT
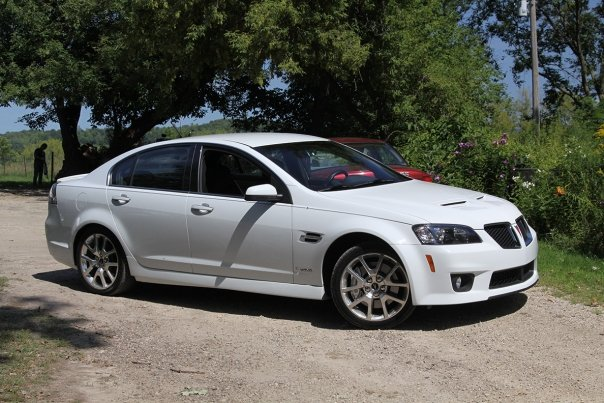
G8 GXP（2009年）

### 取り消したモデル
G8 ST
ホールデン・ユートのOEMである、2009年1月で、G8 STのプロジェクトは取り消された。
G8 スポーツワゴン
ホールデン・コモドアスポーツワゴンのポンティアックのバージョン。